# Carrier Grade Linux
Carrier Grade Linux (キャリアグレードリナックス、CGL) は Linux Foundation傘下のプロジェクトの一つで、電話交換機器や通信事業における利用を想定したLinuxの仕様を開発している。特に高信頼性を重視しており、可用性は99.999%から99.9999%を指す。
CGLの開発には、Alcatel、Cisco、Ericsson、富士通、日立、HP、IBM、Intel、MontaVista、NEC、Nokia、Novell、NTT、Red Hat、Sun、SUSE LINUX、TurboLinux、Wind Riverを含む22社が協力した。

## CGL仕様の機能
CGL仕様の機能として次のものがある。
- Service Response Time(応答時間): 負荷が高い状態であっても一定時間内に応答を返すこと。またその一定時間
- Reliability(信頼性): サービスダウンをしないこと。
- Availability(可用性)：稼働中にシステムの拡張や変更を行えること。
- Performance(性能)：高負荷時でも処理性能を発揮すること。

## CGL仕様の公開
CGLは仕様を公開している。
2007年に CGL 4.0 Specificationを公開している。
2011年に CGL 5.0 Specificationを公開している。